# Reindersmeer
Het Reindersmeer is een gegraven meer in de Limburgse gemeente Bergen. Het is vanaf 2001 in beheer van de gemeente Bergen en sindsdien onderdeel van het Park Maasduinen.
In 1959 begon de Centrale Industriezand Voorziening B.V. met het graven van het Leukermeer ten behoeve van zand- en grindwinning. In 1971 begon men ook met graven in het Reinderslooi, onderdeel van het natuurgebied Berger Heide. Om te voorkomen dat het omliggende landbouwland verdroogde, is een sluis aangelegd in het kanaal tussen het Reindersmeer en Leukermeer. Er hebben zeker 22.500 schepen met zand en grind door het kanaal gevaren.
Bovenop de sluis is sinds 2012 een bezoekerscentrum gevestigd, gebouwd door stichting Het Limburgs Landschap.